# 龍門風力發電站
龍門風力發電站位於臺灣澎湖縣湖西鄉龍門村海灘，為台灣電力公司所推動的「澎湖低碳島風力發電計畫」中，其中一項子計畫。目前因受到當地居民抗爭，加上受臺澎海纜加入電力系統的期程延宕，因此僅完成三部風力發電機組後結案，另外三部未安裝的風力發電機組則待台電公司重啟計畫中。

## 沿革

### 背景
澎湖群島冬季東北季風盛行時，擁有豐富的風力資源，台灣電力公司於2002年啟動風力發電十年發展計畫，接續完成中屯風力發電站與湖西風力發電站，2011年1月行政院核定「建置澎湖低碳島專案計畫」，計畫期程為該年起至2015年，台電公司藉此計畫推動「澎湖低碳島風力發電計畫」，經過評估，預計在湖西鄉龍門、白沙鄉大赤崁與講美等三處場址設置共11部風力發電機，單部機組裝置容量3.3MW，總裝置容量達33MW，年發電量可達1.16億度，投資金額為新臺幣27.5億元。

### 施工
2014年7月30日行政院環保署環境影響評估審查大會中，決議台電公司「澎湖低碳島風力發電計畫」完成並通過審查，台電公司隨即展開施工的招標工作，後公告由中興電工公司得標龍門、講美、大赤崁三個場址的風機安裝工程，預計在2017年6月全部完工商轉。
中興電工在取得澎湖縣政府核發之「土地容許使用證明函」後，即將進場施工。然而台電低碳島風力發電施工計畫公開後，卻遭到大赤崁與龍門廠址周邊居民強烈抗議，對此支持開發，時任澎湖縣長陳光復前往龍門村活動中心，向當地村民保證，若施工噪音超過容許值會勒令承包商停工，並允諾提高回饋金，但居民並不領情，仍持續反對風機安裝工程，幾經協調後，台電決定調整龍門廠址編號A01風機安裝位置，原先位置鄰近菓葉A遺址，當地居民認為距離過近，會影響風水，因此台電與林務局、澎湖縣政府協調後，風機預定位置向內陸南南西180公尺處作為新址，台電也表示，雖新址對於風力發電效率有影響，但顧及與當地居民的意見，仍在可接受範圍內。
2018年3月14日承包商中興電工公司進場施工，但附近居民抗爭狀況仍舊不斷，加上原先計畫澎湖低碳島風力發電計畫的三個場址配合臺澎海底電纜完工後，可將電力回送臺灣本島調度使用，但臺澎海纜也遭遇到雲林縣口湖鄉上陸段的抗爭而延宕工程，最後承包商於2019年僅完成三部風力發電機組後，該年4月30日台電先行結案，而大赤崁與講美場址則完全未進場施工，待台電重啟計畫中。

## 設施

### 發電機組
| 風力發電機類型        | 風力發電類型 | 機組數量 | 裝置容量（MW） | 商轉日期      | 狀態   |
| --------------------- | ------------ | -------- | -------------- | ------------- | ------ |
| 德国愛納康 E-82 3.0MW | 陸域風力發電 | 3        | 9              | 2019年4月30日 | 商轉中 |
| 德国愛納康 E-82 3.0MW | 陸域風力發電 | 3        | 9              |               | 未安裝 |